# イバンダ県

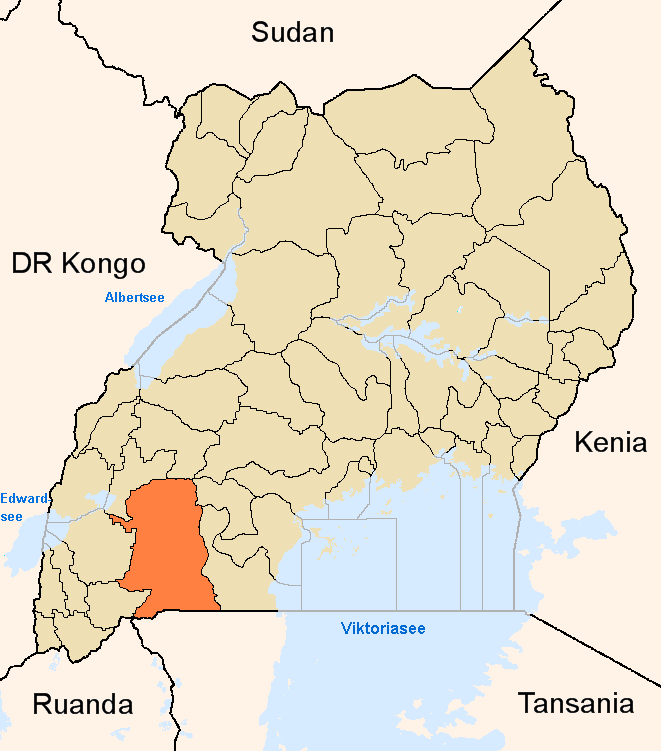
ムバララ県と2001年から2005年の県境、北西部がイバンダ県

イバンダ県 (イバンけん、Ibanda District) はウガンダ南西部、アンコーレ王国北部の県。2005年7月にムバララ県から北西部のイバンダ郡が分割され設置された。面積は 967km²で、イバンダTCを含め8つの副郡が置かれている。2002年の国勢調査人口は 198,043人。知事に相当する第5地域議会 (LC5) 議長はカズウェンジェ・ミルチアディス。

## 隣接する県
東にキルフラ県、南西にブシェニ県、北西にトロ王国のカムウェンゲ県と接する。

## 脚註
1. ↑  "Districts of Uganda". Statoids. 2008年6月30日閲覧。
2. ↑  Denis Ocwich, "Can Uganda’s economy support more districts?", New Vision, Aug 8, 2005.